# Herb gminy Chąśno
Herb gminy Chąśno – jeden z symboli gminy Chąśno, ustanowiony 25 maja 2009.

## Wygląd i symbolika
Herb przedstawia na tarczy w polu błękitnym dwie lilie srebrne w pas, pod którymi trzy kłosy złote w wachlarz.